# Энтерпрайз (Орегон)
Энтерпрайз (англ. Enterprise) — город в США, расположенный в северо-восточной части штата Орегон, является административным центром округа Уаллауа. По данным переписи населения 2010 года в городе проживало 1940 человек.

## Физико-географическая характеристика

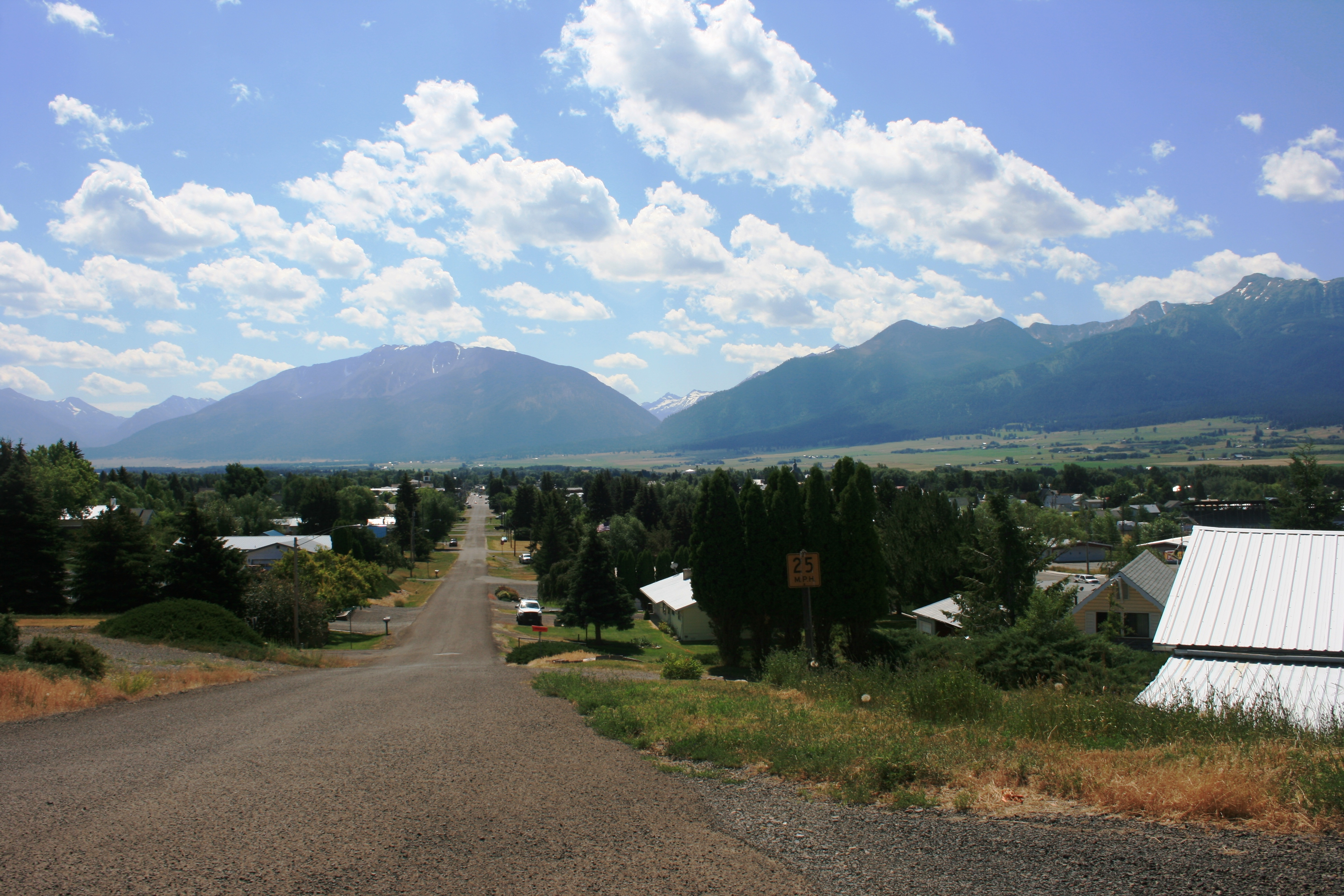
Горы Уаллауа недалеко от Энтерпрайза

### Географические сведения
Энтерпрайз находится в северо-восточной части штата Орегон. Площадь города составляет 3,96 км2, полностью занятых сушей. Высота центра — 1145 м над уровнем моря.

### Климат
Согласно классификации климатов Кёппена, в городе Энтерпрайз преобладает влажный континентальный климат (Dfb).
| Показатель                | Янв.  | Фев.  | Март  | Апр.  | Май  | Июнь | Июль | Авг. | Сен.  | Окт.  | Нояб. | Дек.  | Год   |
| ------------------------- | ----- | ----- | ----- | ----- | ---- | ---- | ---- | ---- | ----- | ----- | ----- | ----- | ----- |
| Абсолютный максимум, °C   | 15,6  | 18,9  | 22,8  | 28,3  | 31,7 | 33,3 | 35   | 35,6 | 32,8  | 29,4  | 20    | 15,6  | 35,6  |
| Средний максимум, °C      | 1,4   | 4,3   | 9,1   | 12,6  | 16,6 | 20,6 | 26,1 | 26,2 | 20,9  | 15    | 6,3   | 1,3   | 13,4  |
| Средняя температура, °C   | −4,1  | −2,1  | 2     | 5,1   | 8,7  | 12,2 | 16   | 15,4 | 11,1  | 6,1   | 0,1   | −4,2  | 5,6   |
| Средний минимум, °C       | −9,6  | −13,3 | −5,1  | −2,4  | 0,7  | 3,9  | 5,9  | 4,7  | 1,1   | −2,7  | −6,1  | −9,6  | −2,3  |
| Абсолютный минимум, °C    | −27,8 | −36,1 | −23,3 | −16,1 | −8,9 | −5,6 | −2,2 | −5   | −10,6 | −16,1 | −26,7 | −35,6 | −36,1 |
| Норма осадков, мм         | 35,6  | 25,4  | 35,6  | 45,7  | 58,4 | 50,8 | 22,9 | 22,9 | 17,8  | 22,9  | 38,1  | 33    | 406,4 |
| Источник: weatherbase.com |       |       |       |       |      |      |      |      |       |       |       |       |       |

## Население
Согласно переписи населения 2010 года в городе проживало 1940 человек. Плотность населения 489,6 чел./км². Расовый состав города: 95,93 % — белые, 0,57 % — коренные жители США, 0,46 % — азиаты, 0,26 % — афроамериканцы, 0,52 % — представители других рас, 2,22 % — представители двух и более рас. Число испаноязычных жителей любых рас составило 3,09 %.
Население города по возрастному признаку распределилось таким образом: 21,18 % — жители моложе 18-ти лет, 57,16 % находились в возрасте от 18 до 64-х лет, 21,65 % — лица 65 лет и старше. Гендерный состав: 51,86 % — женщины и 48,14 % — мужчины.

## Образование
В Энтерпрайзе функционирует Высшая школа.

## Инфраструктура
Город обслуживается Муниципальным аэропортом 8S4.
Через Энтерпрайз проходят две государственные магистрали — Oregon Route 82 и Oregon Route 3, а также шоссе Энтерпрайз-Льюистон № 11.

## Известные жители
- Дэйл Мортенсен (1939—2014) — американский экономист, лауреат Нобелевской премии по экономике 2010 года.
- Майк Рич (англ. Mike Rich, р. 1959) — американский сценарист.
- Блейн Стабблфилд (англ. Blaine Stubblefield, 1896—1960) — американский писатель, редактор, основатель американского национального конкурса скрипачей (англ. National Oldtime Fiddlers' Contest).